# 弗拉基米尔·斯维里多夫
弗拉基米尔·谢尔盖耶维奇·斯维里多夫（俄语：Владимир Сергеевич Свиридов；1990年5月10日—）是俄罗斯残疾人田径运动员，参赛项目为F36级跳遠和铅球。2013年，斯维里多夫在世锦赛铅球项目夺金，平了自己两个月前在埃默洛尔德创造的世界纪录。

## 个人经历
斯维里多夫1990年生于苏联新切爾卡斯克，天生患有脑瘫。其妻为俄罗斯残疾人运动员艾琳娜·伊万诺娃。

## 参赛经历
斯维里多夫于2011年出征基督城田径世锦赛，分获跳远F36级（5.29米）金牌和铅球F35-36级银牌。他的跳远成绩以四厘米之差，打破了原由罗曼·帕夫利克创下的世锦赛跳远F36级世界纪录。斯维里多夫代表俄罗斯参加2012年夏季残疾人奥林匹克运动会F36级别跳远，不过他擅长的F36级铅球并不是本届残奥会的特色项目。他在跳远比赛中以5.08米的成绩获得铜牌。
次年，斯维里多夫再次代表俄罗斯参加在埃默洛爾德举办的IWAS荷兰公开赛，以14.70米的成绩刷新铅球记录。翌月，斯维里多夫开赴里昂参加2013年国际残奥委会田径世界锦标赛。期间再以14.70米的成绩夺金，与原世界纪录持平。